# Norio Suzuki
Norio Suzuki (鈴木 規郎 Suzuki Norio?, nacido el 14 de febrero de 1984 en Chiba) es un exfutbolista japonés. Jugaba de defensa y su último club fue el Global FC.

## Trayectoria

### Clubes
| Club           | País      | Año         |
| -------------- | --------- | ----------- |
| FC Tokyo       | Japón     | 2002 - 2007 |
| Vissel Kobe    | Japón     | 2008 - 2009 |
| Angers SCO     | Francia   | 2009 - 2010 |
| Omiya Ardija   | Japón     | 2010 - 2013 |
| Vegalta Sendai | Japón     | 2014        |
| Global FC      | Filipinas | 2015        |

## Estadística de carrera

### J. League
| Club           | Año   | J. League | J. League | Copa J. League | Copa J. League | Total | Total |
| Club           | Año   | Part.     | Goles     | Part.          | Goles          | Part. | Goles |
| -------------- | ----- | --------- | --------- | -------------- | -------------- | ----- | ----- |
| FC Tokyo       | 2002  | 3         | 0         | 0              | 0              | 3     | 0     |
| FC Tokyo       | 2003  | 8         | 0         | 4              | 0              | 12    | 0     |
| FC Tokyo       | 2004  | 14        | 4         | 4              | 1              | 18    | 5     |
| FC Tokyo       | 2005  | 24        | 3         | 2              | 0              | 26    | 3     |
| FC Tokyo       | 2006  | 21        | 1         | 5              | 0              | 26    | 1     |
| FC Tokyo       | 2007  | 30        | 5         | 7              | 1              | 37    | 6     |
| Vissel Kobe    | 2008  | 26        | 2         | 5              | 0              | 31    | 2     |
| Vissel Kobe    | 2009  | 4         | 0         | 2              | 0              | 6     | 0     |
| Omiya Ardija   | 2010  | 19        | 1         | 0              | 0              | 19    | 1     |
| Omiya Ardija   | 2011  | 1         | 0         | 1              | 0              | 2     | 0     |
| Omiya Ardija   | 2012  | 1         | 0         | 3              | 0              | 4     | 0     |
| Omiya Ardija   | 2013  | 10        | 1         | 2              | 0              | 12    | 1     |
| Vegalta Sendai | 2014  | 10        | 0         | 4              | 0              | 14    | 0     |
| Total          | Total | 171       | 17        | 39             | 2              | 210   | 19    |

## Palmarés

### Títulos nacionales
| Título         | Club     | País  | Año  |
| -------------- | -------- | ----- | ---- |
| Copa J. League | FC Tokyo | Japón | 2004 |